# Fontaine Bartholdi
Pour les articles homonymes, voir Fontaine Bartholdi (homonymie).
La fontaine Bartholdi se situe place des Terreaux, dans le centre de la ville française de Lyon (1er arrondissement). Elle a été réalisée par le sculpteur Frédéric Auguste Bartholdi et inaugurée en 1892 sous son appellation originelle de « Char triomphal de la Garonne » alors que son nom officiel est « Les fleuves et les sources allant à l'océan ».

## Histoire

### L'échec du projet bordelais
La ville de Bordeaux décide, en avril 1857, de faire réaliser une fontaine pour la place des Quinconces. Elle lance un concours dont le lauréat est un jeune sculpteur de 23 ans, Frédéric Bartholdi, qui présente une œuvre monumentale, inspirée du bassin d'Apollon à Versailles, réalisé par Tuby[réf. nécessaire]. Cependant, le conseil municipal de Bordeaux ne donne pas suite à son projet. En 1894, Bordeaux choisit, pour la place des Quinconces, un autre projet, qui ressemble beaucoup au projet de Bartholdi : la fontaine du monument aux Girondins.
Entretemps (en 1886), après l'inauguration dans le port de New York de la statue de la Liberté, le maire de Bordeaux sollicite de nouveau Bartholdi pour relancer l'ébauche réalisée près de trente ans plus tôt. Bartholdi finalise alors sa fontaine du Char triomphal de la Garonne, mais la ville abandonne définitivement le projet.

### L'installation à Lyon
Bartholdi décide malgré tout de poursuivre son projet et le fait réaliser, en 1888, par la société Gaget & Gauthier, qui a travaillé avec lui sur la statue de la Liberté. L'œuvre est présentée à l'Exposition universelle de Paris de 1889. Le maire de Lyon, Antoine Gailleton, la découvre à cette occasion et, séduit, confie au député Édouard Aynard le soin de négocier l’achat de l’œuvre avec le sculpteur.
Le conseil municipal de Lyon donne son accord en juillet 1890, mais pour un prix de 100 000 francs. Bartholdi est déçu par le prix, mais vient tout de même à Lyon en automne de la même année, il écarte les sites du cours Perrache, de la place de la République et du parc de la Tête d'or qui ne lui conviennent pas, puis accepte celui de la place des Terreaux en remplacement d'une autre fontaine (dite fontaine de Tourny) installée au centre de la place en 1854. Après déplacement de celle-ci place Guichard, la fontaine Bartholdi est installée côté ouest, face à l'hôtel de ville à la suite de la décision du conseil municipal de mars 1891, et son inauguration a lieu le 22 septembre 1892,.

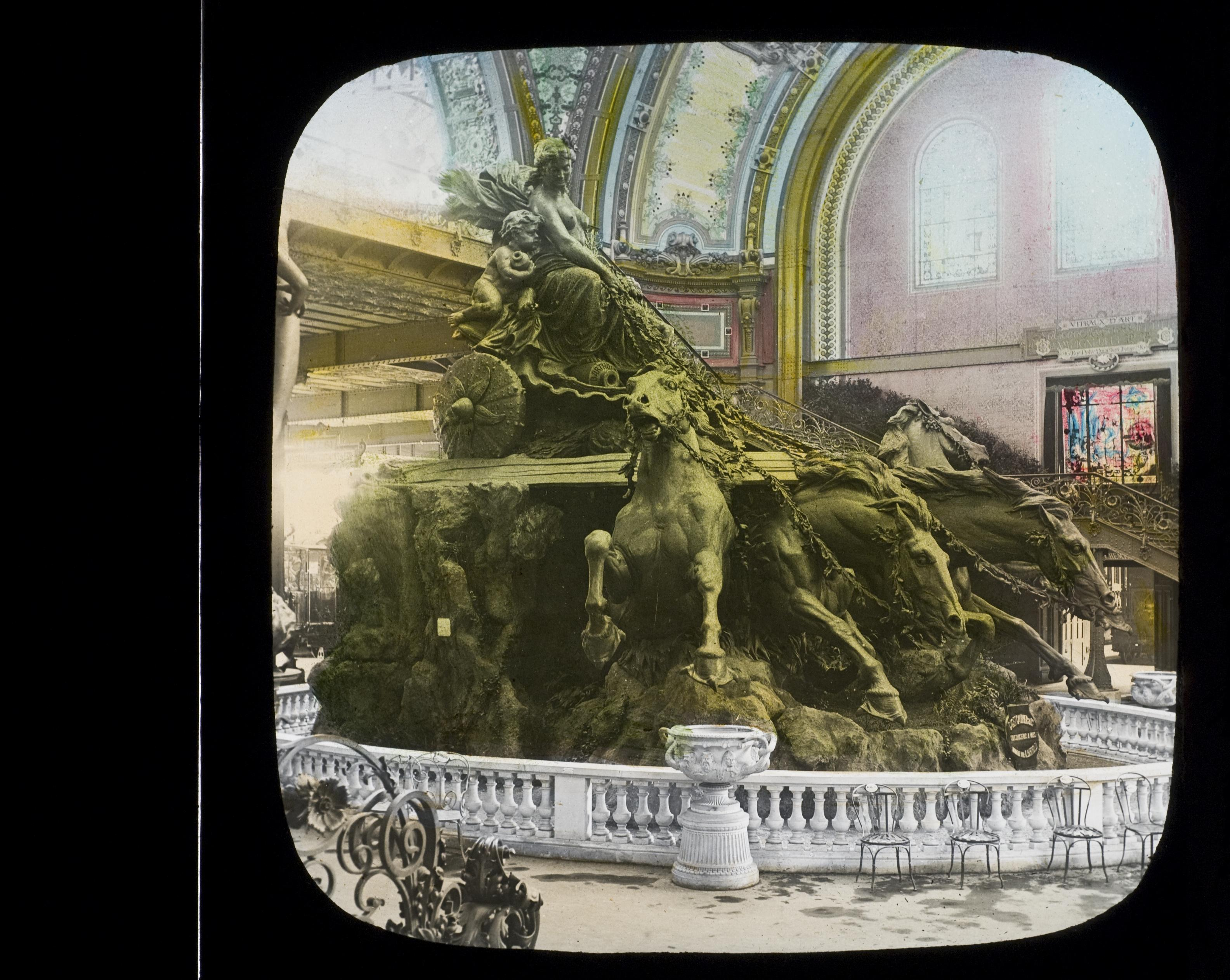
La fontaine à l'exposition universelle de 1889.
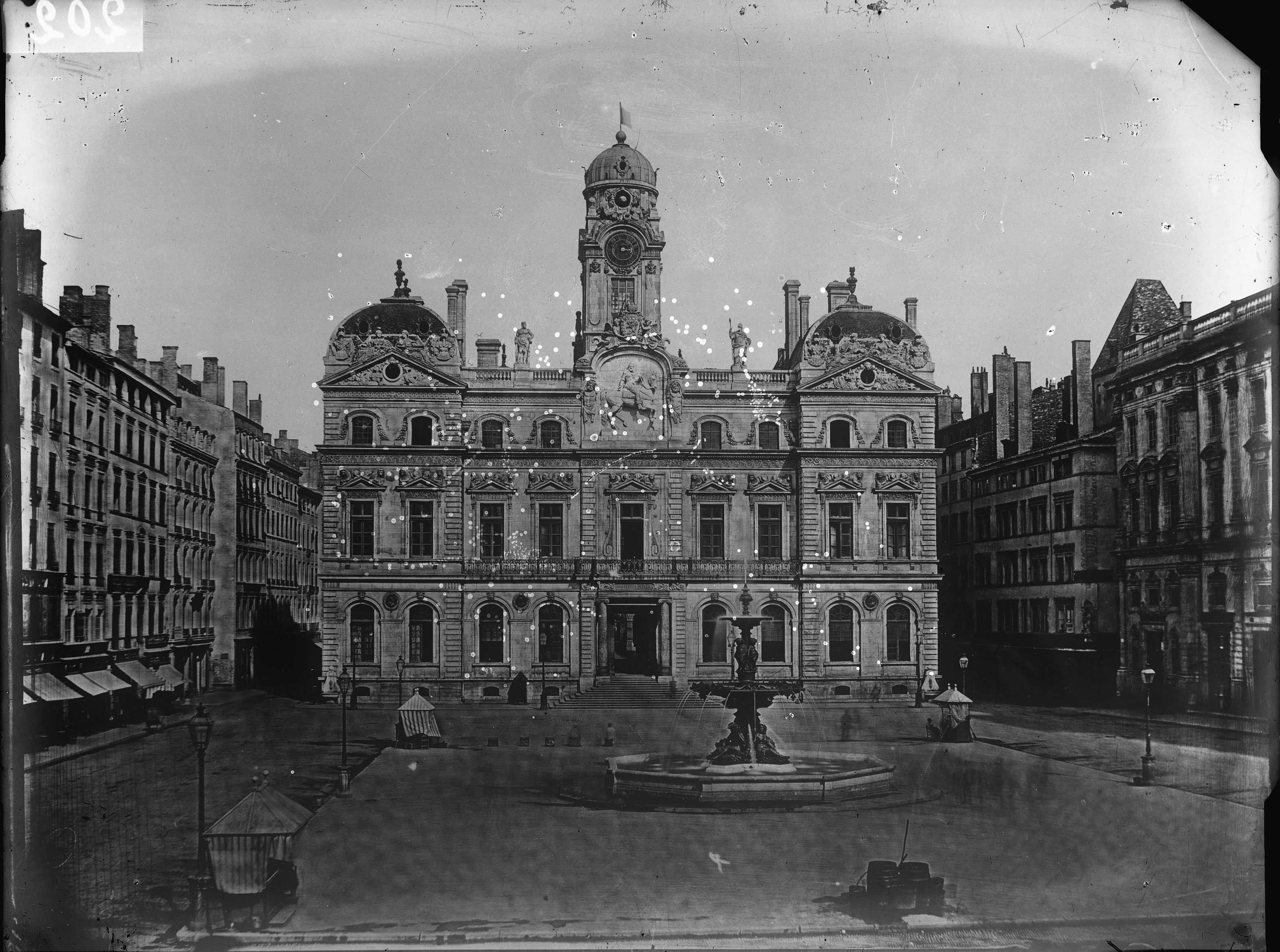
La place des Terreaux avant l'installation de la fontaine Bartholdi.
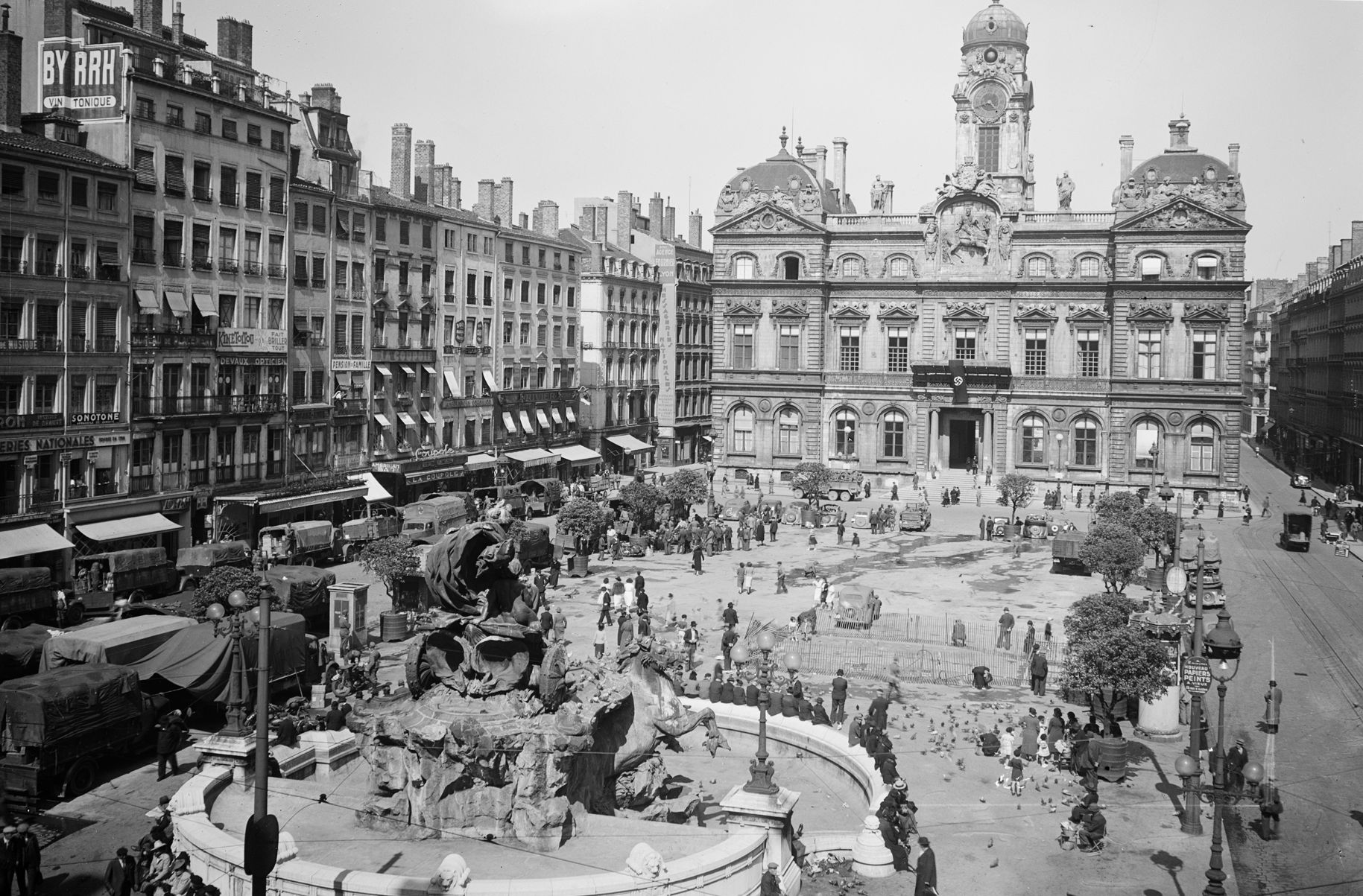
La place pendant l'Occupation avec la fontaine Bartholdi en face de l'hôtel de ville.

### Le déplacement de la fontaine
En 1992, la municipalité décide de réaménager l'espace à la suite de la construction d'un parc de stationnement sous la place. Lors de la rénovation de la place par Christian Drevet et Daniel Buren, la fontaine est déplacée pour des raisons d'ordre architectural. Le nouvel emplacement a été choisi par les concepteurs afin de donner l'illusion que l'eau s'écoule des pentes de la Croix-Rousse dans le sens du Rhône et de la Saône. Elle se trouve donc désormais au nord de la place, face au musée des Beaux-Arts, qui contient d'ailleurs une ébauche en terre cuite de la statue de la Liberté.
Le 29 septembre 1995, la fontaine Bartholdi est classée monument historique. Elle est alors inaugurée une seconde fois.

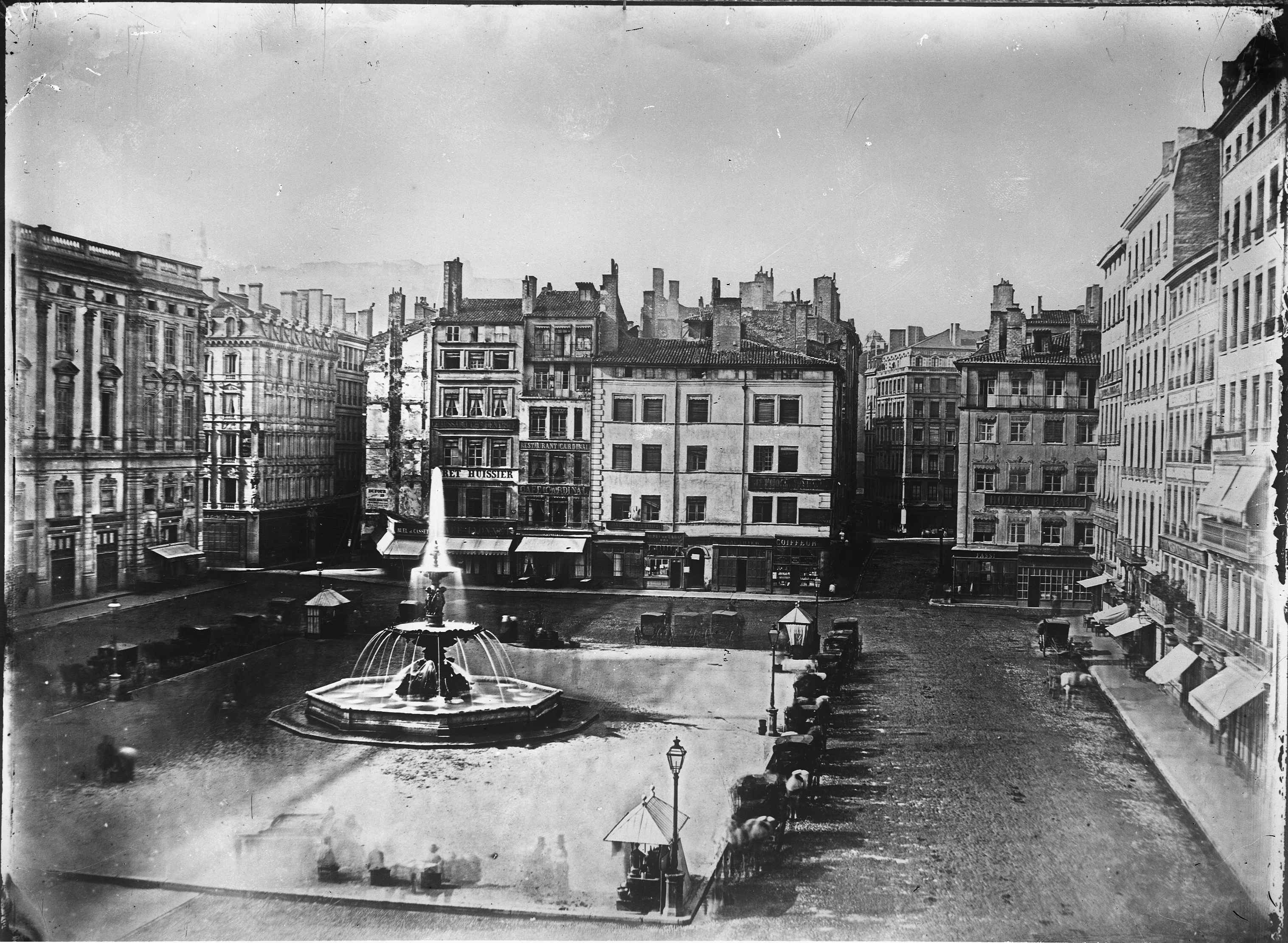
L'emplacement de la fontaine avant son installation.
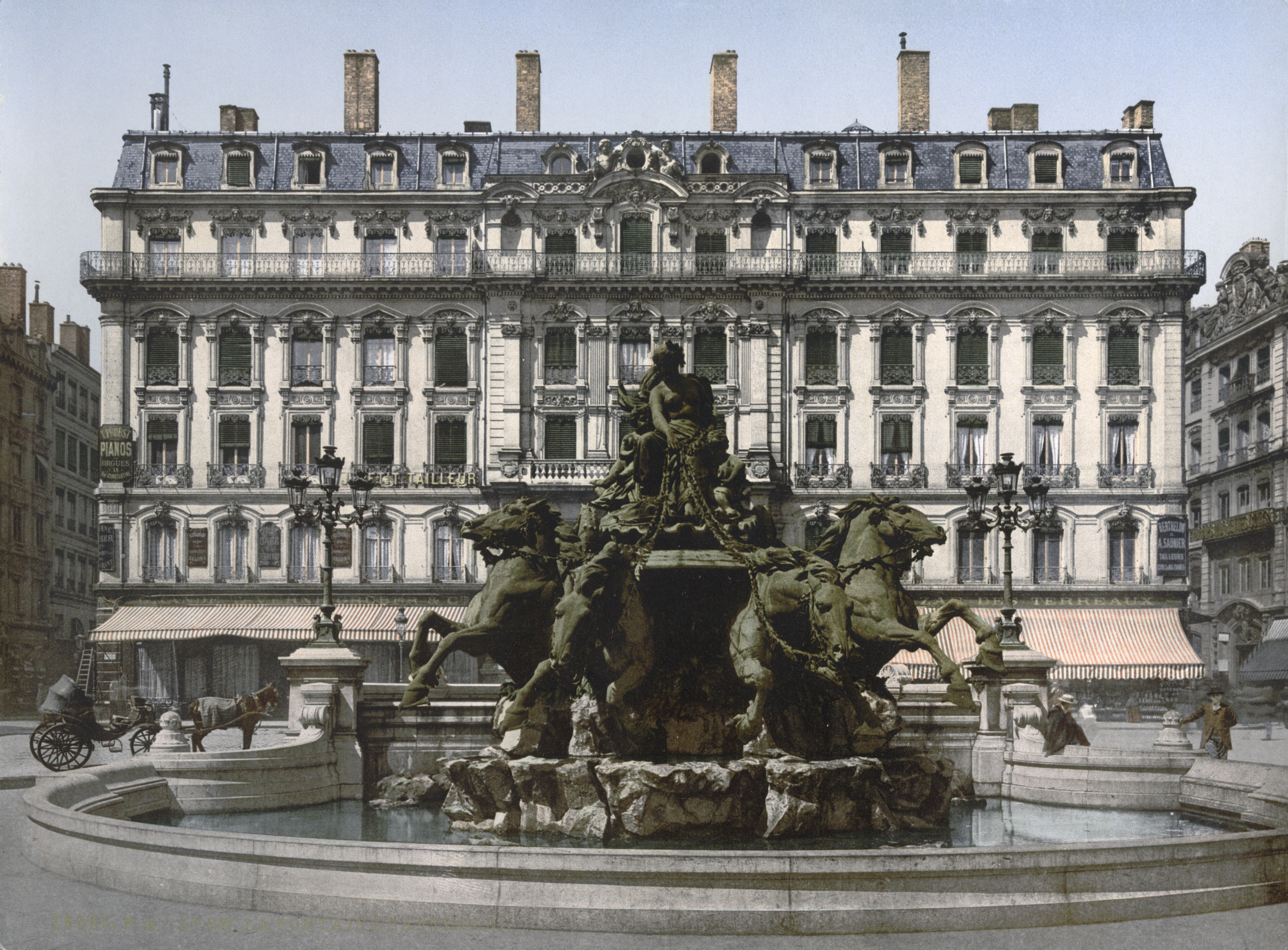
La fontaine à son emplacement initial.
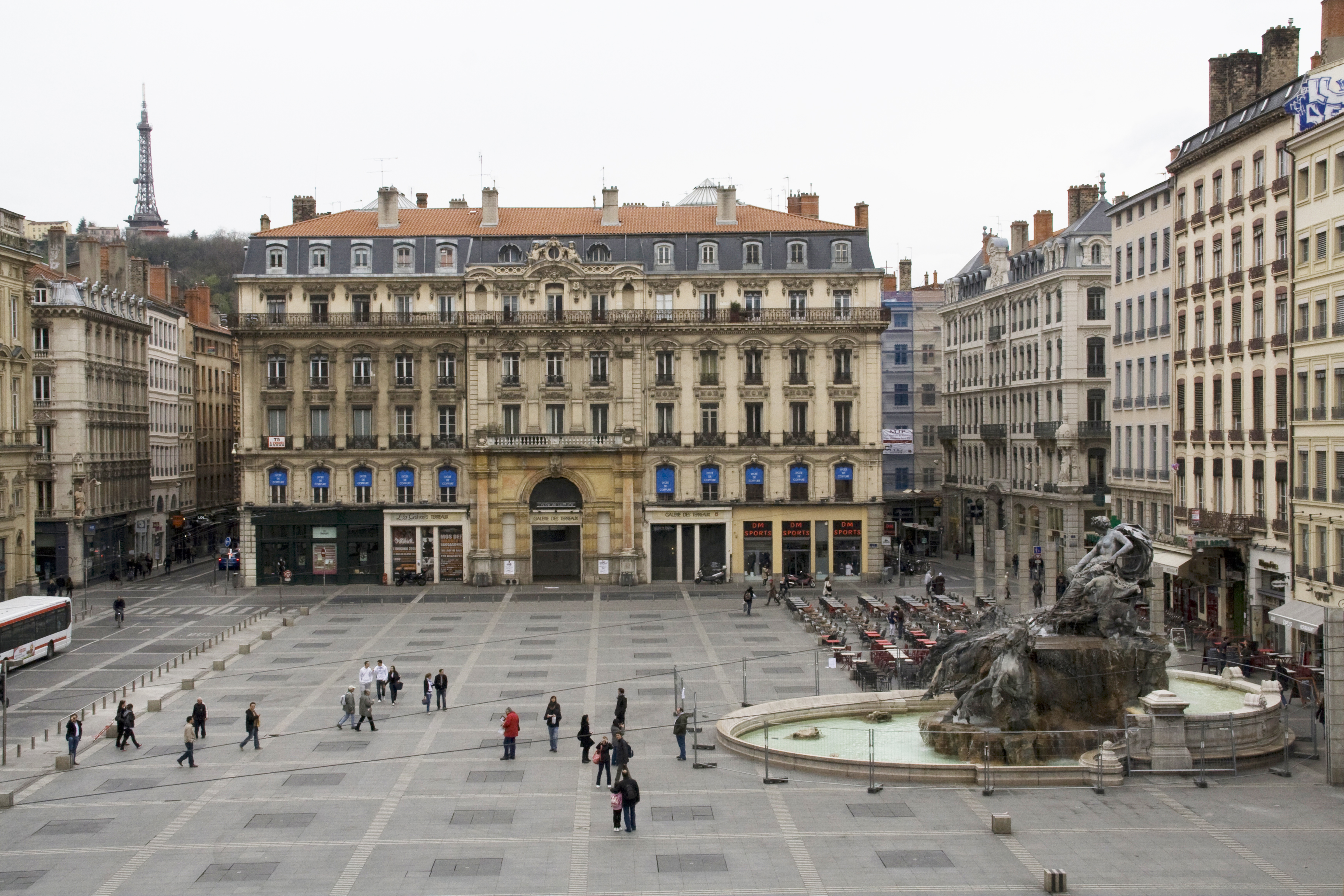
La fontaine, à droite, et son emplacement initial, au centre.

### La restauration de la fontaine
Au vu du mauvais état général de la statue, une restauration prévue en 1968 puis en janvier 2015 démarre effectivement en mars 2016, pour un budget de 2 750 000 euros. En effet, la structure métallique est entièrement rouillée et la statue de plomb est déformée et fissurée. Celle-ci a en effet subi les aléas du temps et des dégâts dus à la foule présente sur la place des Terreaux lors de commémorations festives. De plus, le système de mise en eau ne fonctionne plus correctement, particulièrement au niveau des naseaux des chevaux centraux. L'objectif de la restauration est double, pérenniser l'œuvre et redonner davantage de lisibilité et de vivacité à la sculpture.
Après renfort de la structure interne, chaque partie de la statue est délicatement démontée en mai et juin 2016, pour être transportée dans l'atelier de restauration d'objet d'art de la fondation de Coubertin dans le sud-ouest de l'Île de France. Huit mois de restauration et trois mois de remontage sont prévus. Les travaux sont achevés fin 2017 avec la pose de la tête d'Amphitrite le 3 octobre. L'inauguration de la fontaine et la remise en eau sont réalisées le 22 mars 2018..

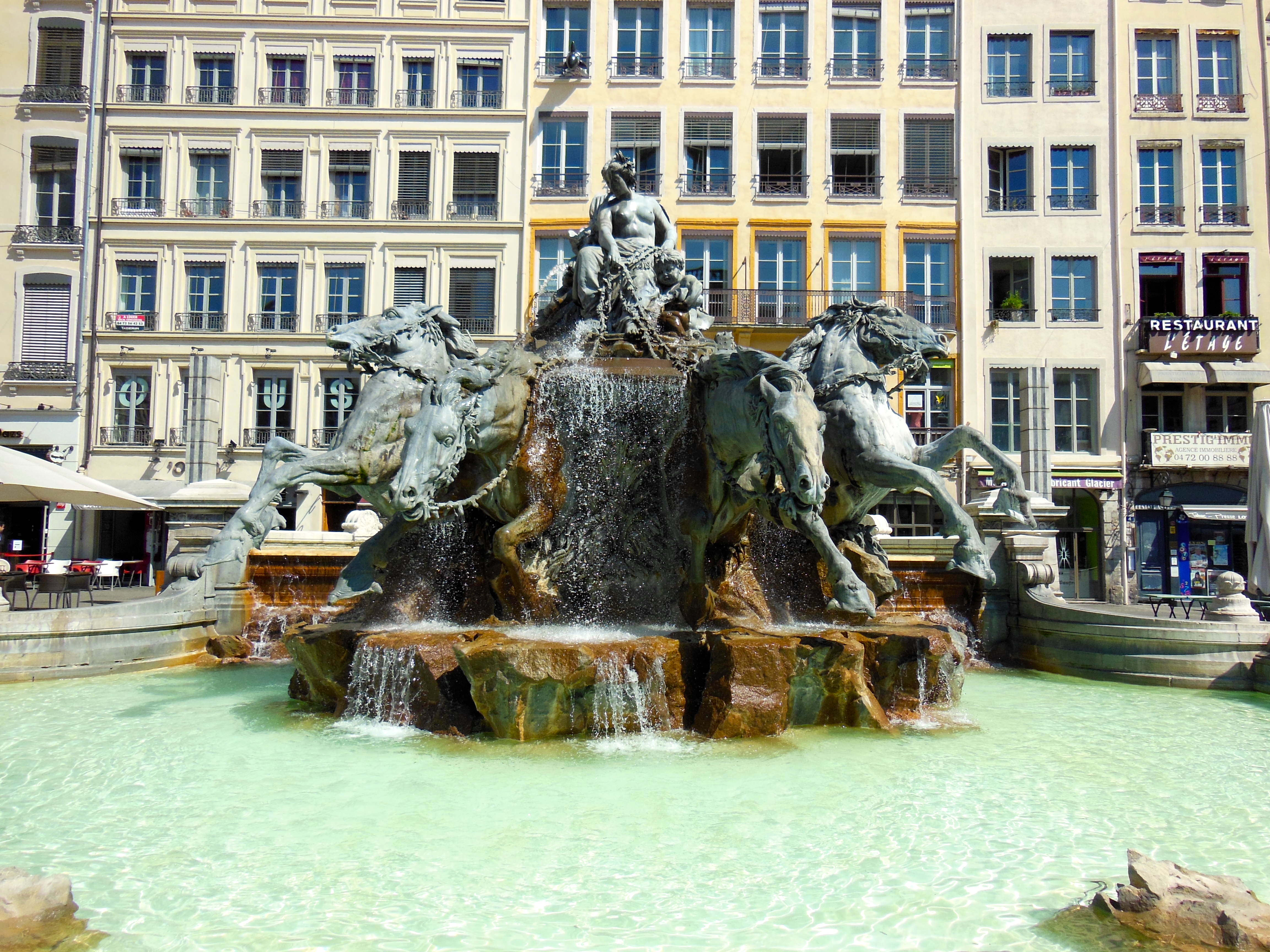
La fontaine avant la restauration.
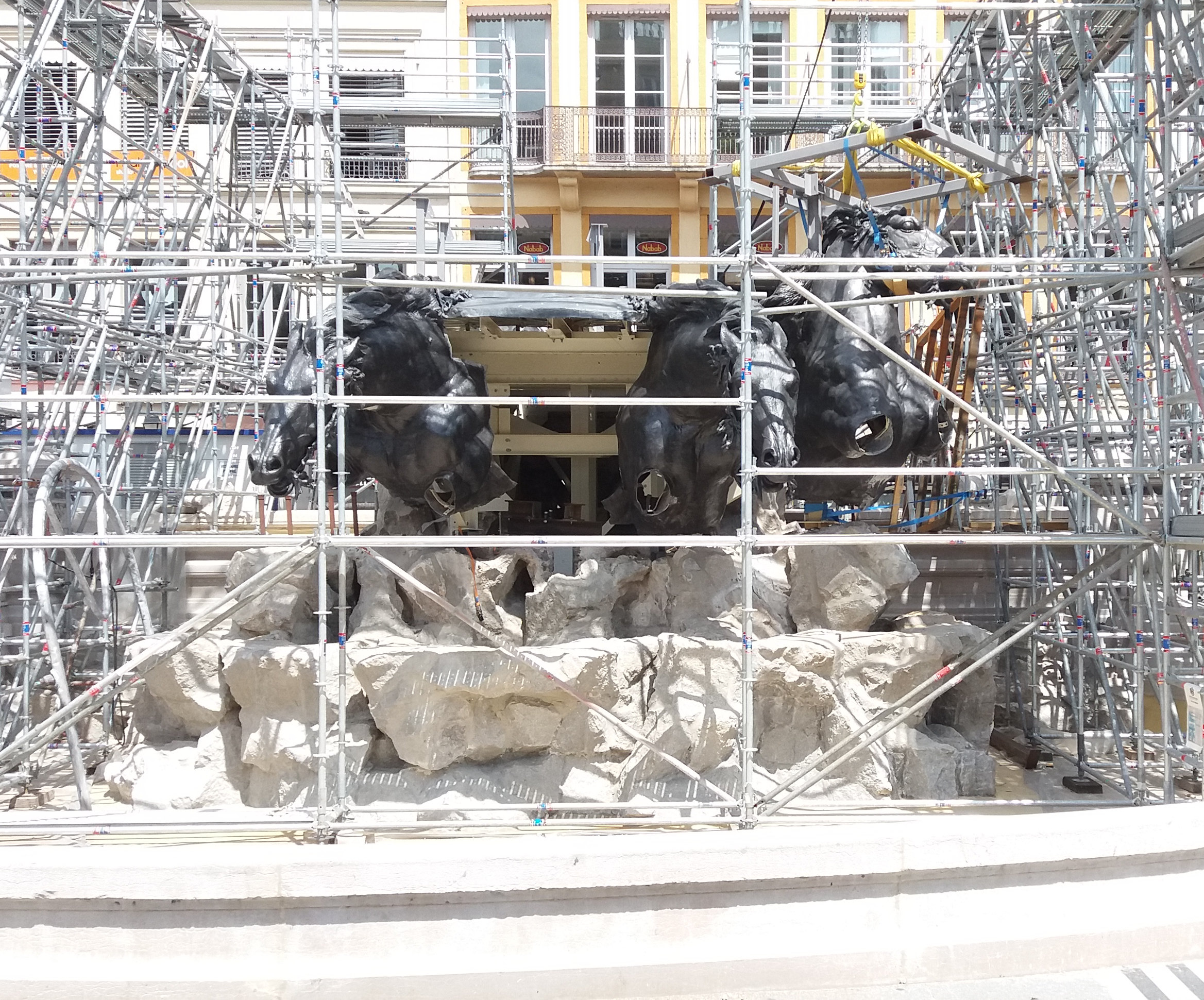
Chantier pendant le remontage.

## Description
La fontaine pèse au total 360 tonnes. Elle est constituée de deux bassins et d'une statue pesant 21 tonnes, soutenue par une armature de fer réalisée par les ateliers Moisant (concurrents de Gustave Eiffel), habillée d'une peau de plomb de 4 mm. Cette peau en plomb est en fait constituée de deux épaisseurs de métal superposées d'une feuille de plomb d'une épaisseur comprise entre 1  et   1,5 mm et d'une feuille en alliage plomb étain sur une épaisseur de 4  à   5 mm d'épaisseur. La statue mesure 4,85 m de haut pour une envergure de 9 m et le diamètre total est de 15 m. Il y a 9,33 m entre l'extrémité des pieds des chevaux extérieurs et 9,50 m entre le bord de la vasque haute et les naseaux des chevaux centraux. On distingue des griffes sur les sabots des chevaux. Cette fontaine est remarquable à la fois par ses dimensions monumentales et la prouesse technique de sa structure et des chevaux en porte-à-faux. Il y a également de l’eau vaporisée qui sort des naseaux des chevaux.
Ce sont les fonderies Gaget, Gauthier et Cie, qui ont précédemment réalisé pour Bartholdi la statue de la Liberté, qui ont développé cette technique de sculpture issue de l’orfèvrerie et de la cuivrerie d’art. Les statues sont composées d’une ossature métallique sur laquelle sont fixées  6 plaques de plomb préformées. La peau en plomb est ensuite retouchée selon des techniques de repoussage et ciselage de la matière afin d'obtenir des effets de relief.
Le groupe est une allégorie de la France et de ses quatre grands fleuves. C'est Amphitrite qui symbolise la France, les fleuves étant représentés par des chevaux. 
La déesse grecque de la mer, accompagnée d'un enfant, dirige un quadrige tiré par quatre chevaux marins. Commandée initialement par Bordeaux, le groupe se nommait alors : Char triomphal de la Garonne   et symbolisait : la Garonne (Amphitrite), la Dordogne (l'enfant) et les quatre principaux affluents,.

## Œuvre innovante
La fontaine Bartholdi, de style la fois classique et baroque, est cataloguée comme une innovation technique doublée d’une référence artistique. Outre sa conception, son originalité réside dans le réalisme et dynamisme de la structure ainsi que dans l’utilisation des jeux aquatiques.
Les quatre chevaux semblent  jaillir de l’eau. Cinq jets entrecroisés alimentent une conque dont le débordement donne au métal de multiples couleurs. De plus, les naseaux des chevaux exhalent de l’eau pulvérisée, effet spectaculaire et rarement reproduit.
C'est le réseau d'eau de la ville qui alimentait initialement le monument, mais, en 1907, la municipalité a décidé d'installer un circuit fermé (moteur électrique actionnant une pompe centrifuge). Cette technique, nouvelle pour l'époque, permet des économies d'eau substantielles.

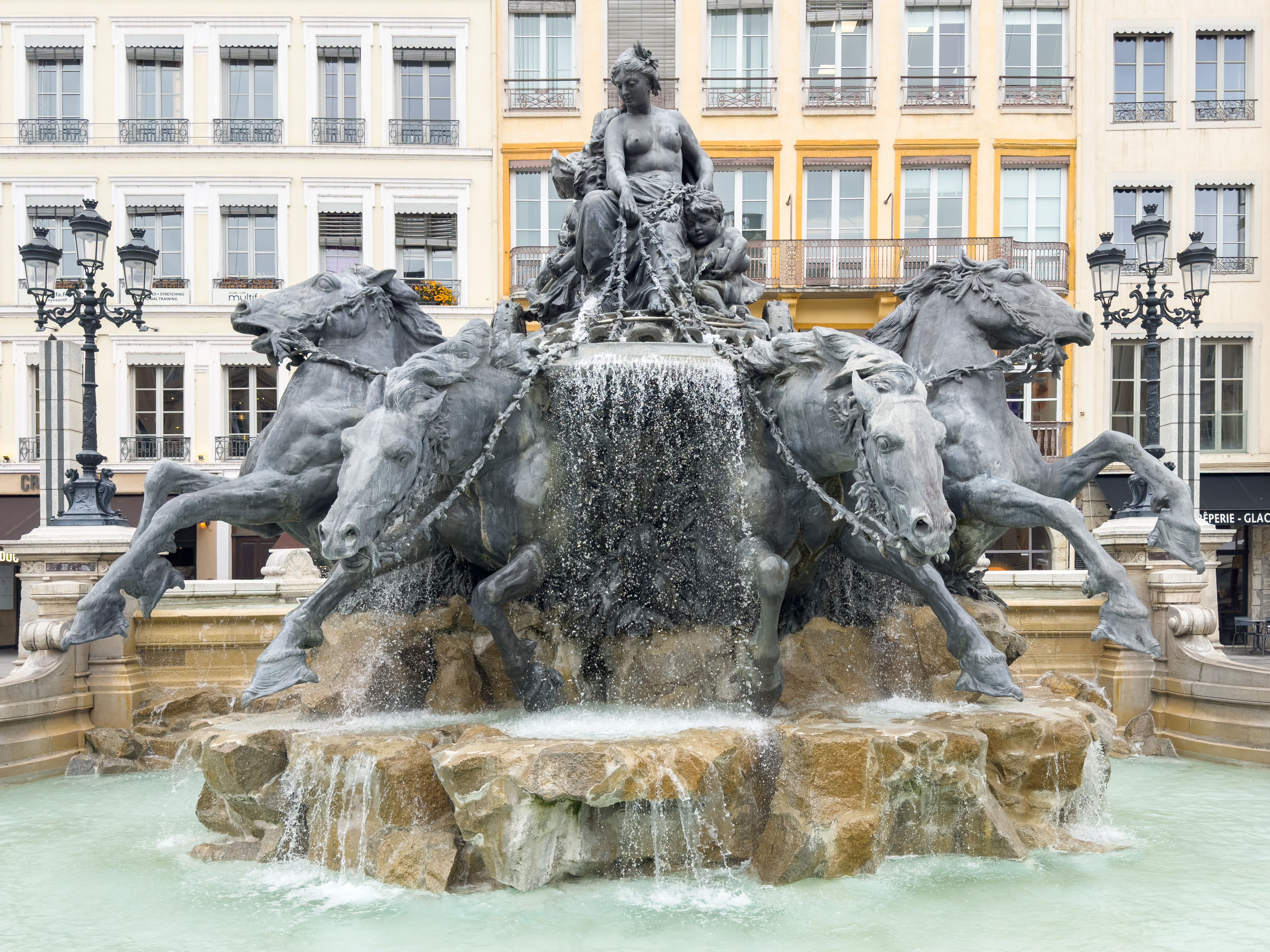
Après restauration de 2017
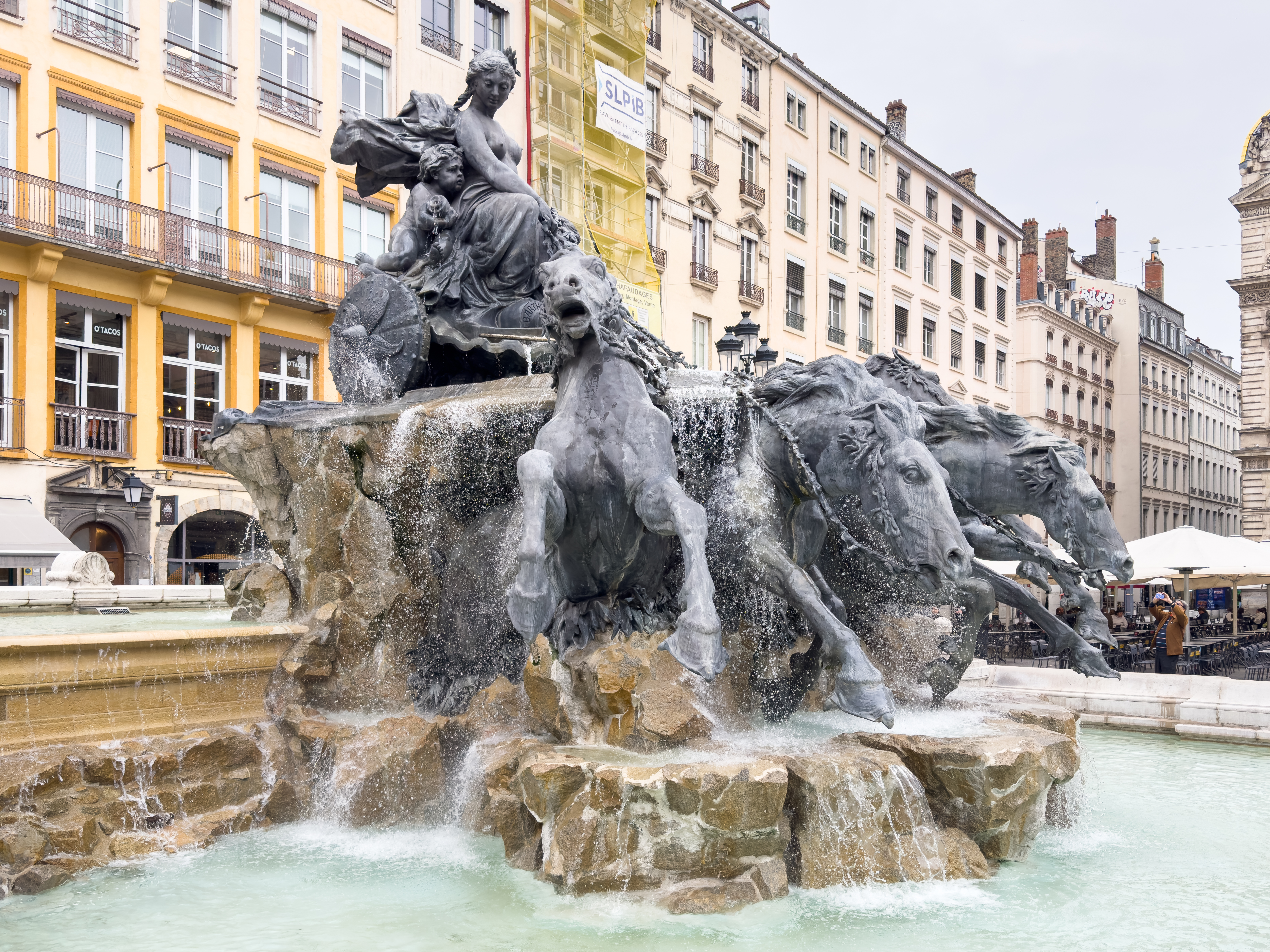
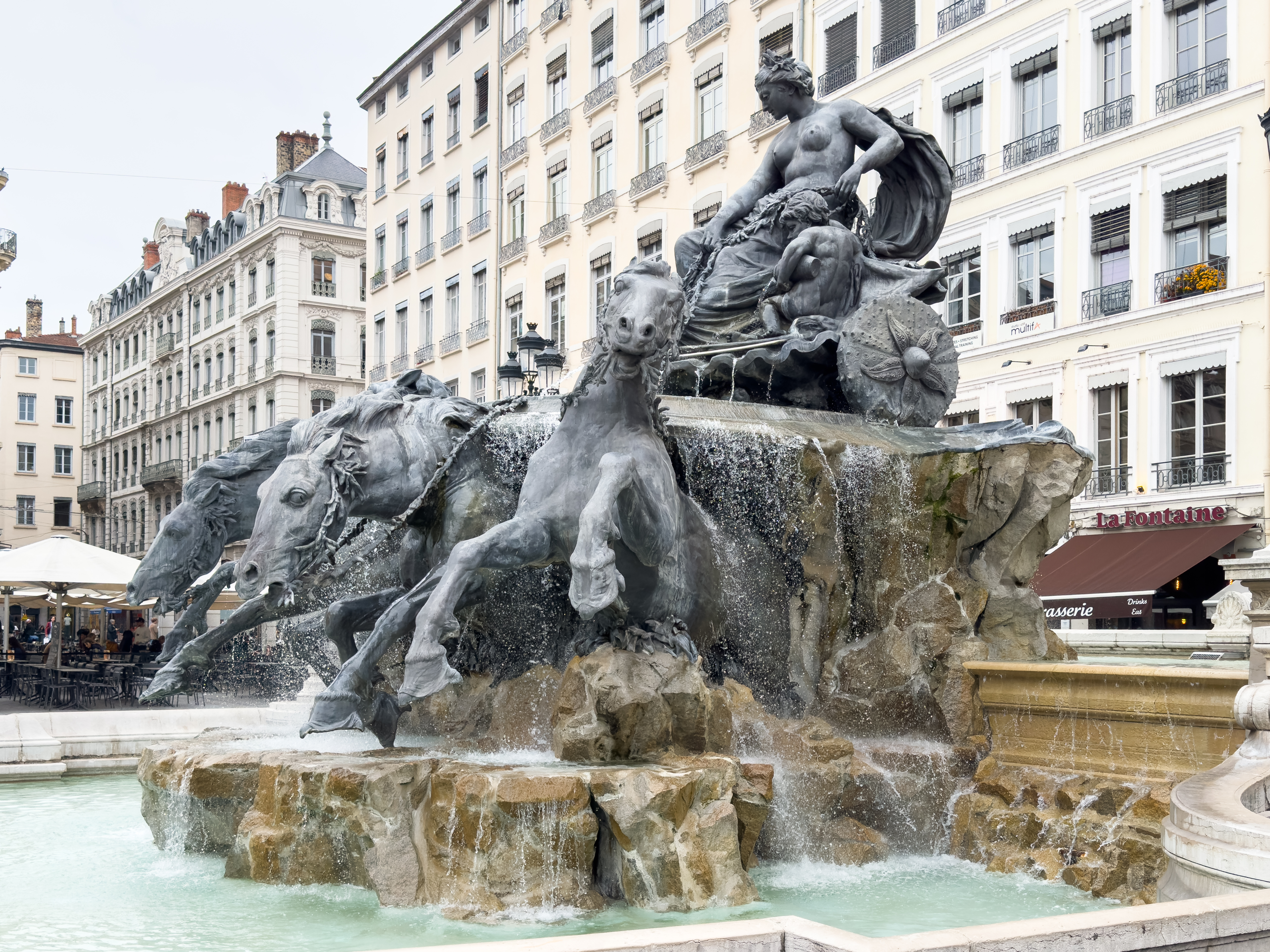
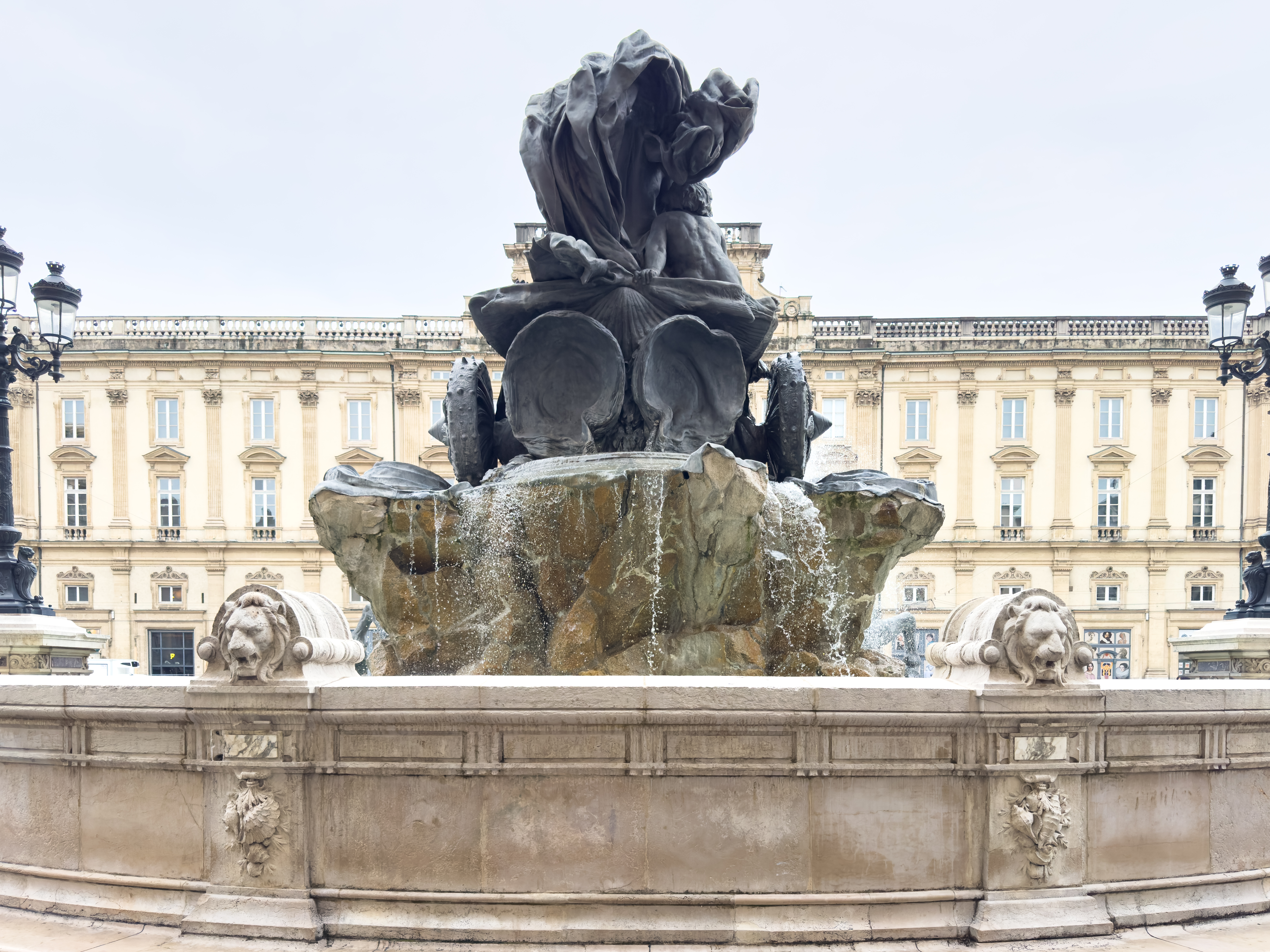
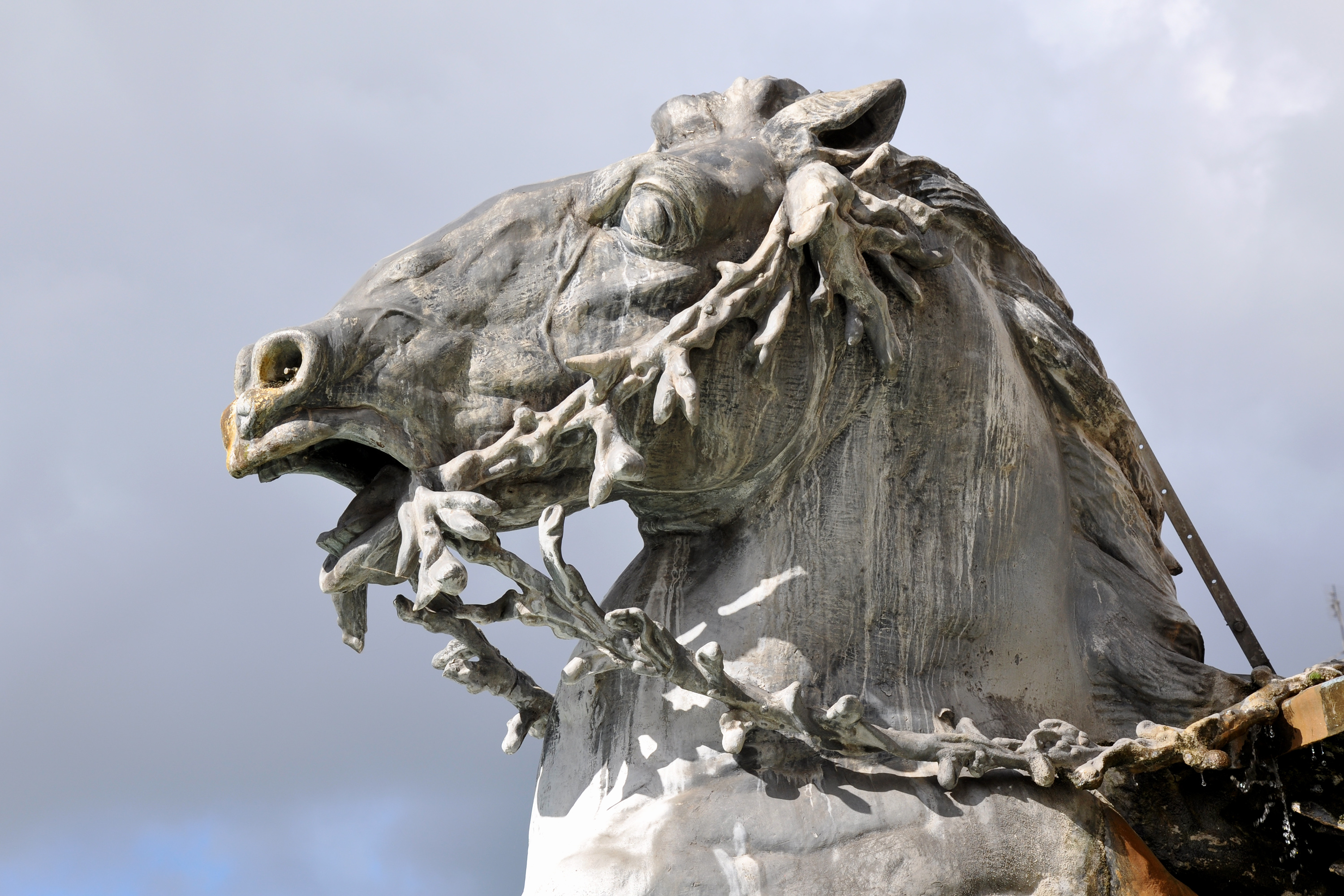
Détail d'un cheval.
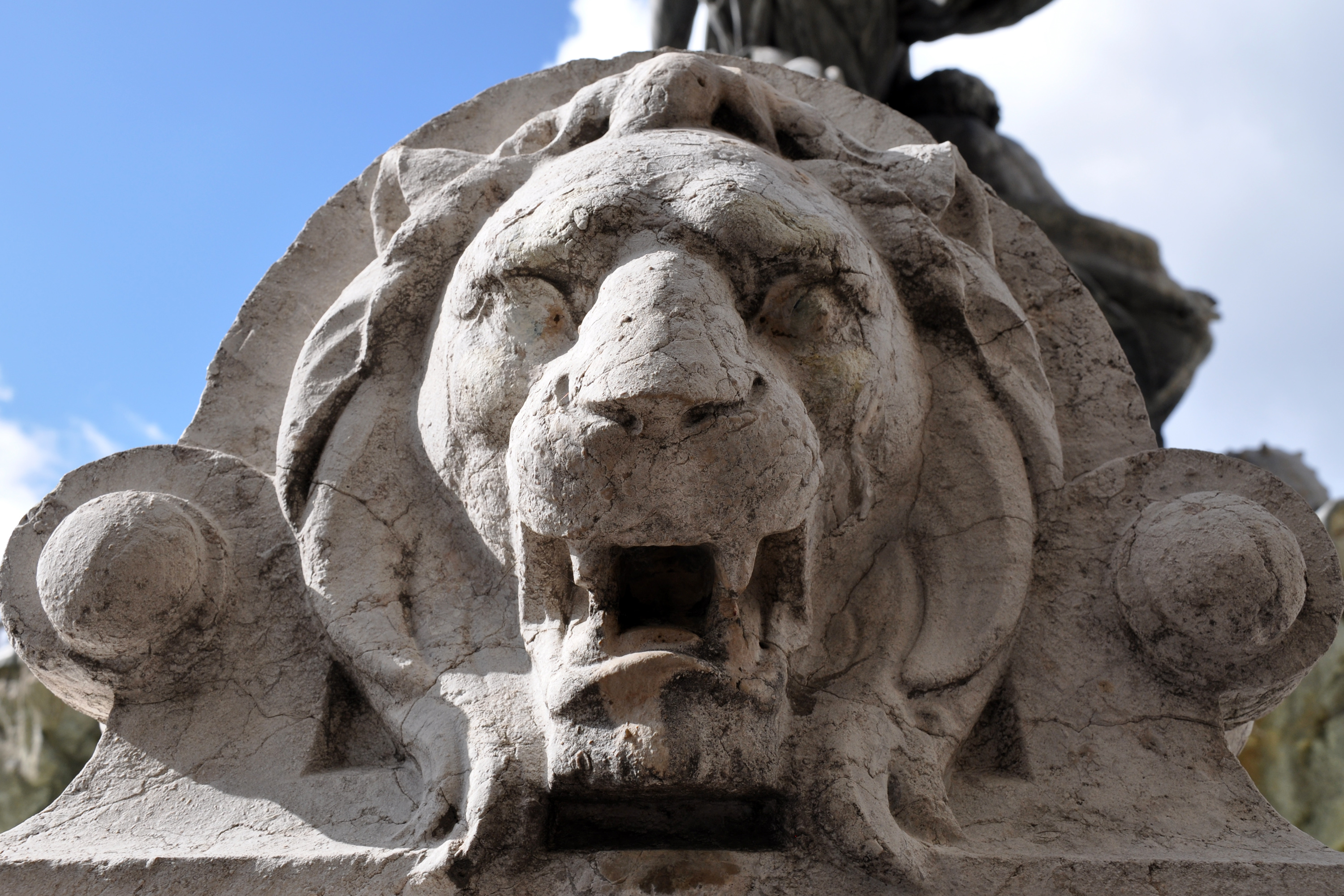
Détail de l'ornement d'une vasque.
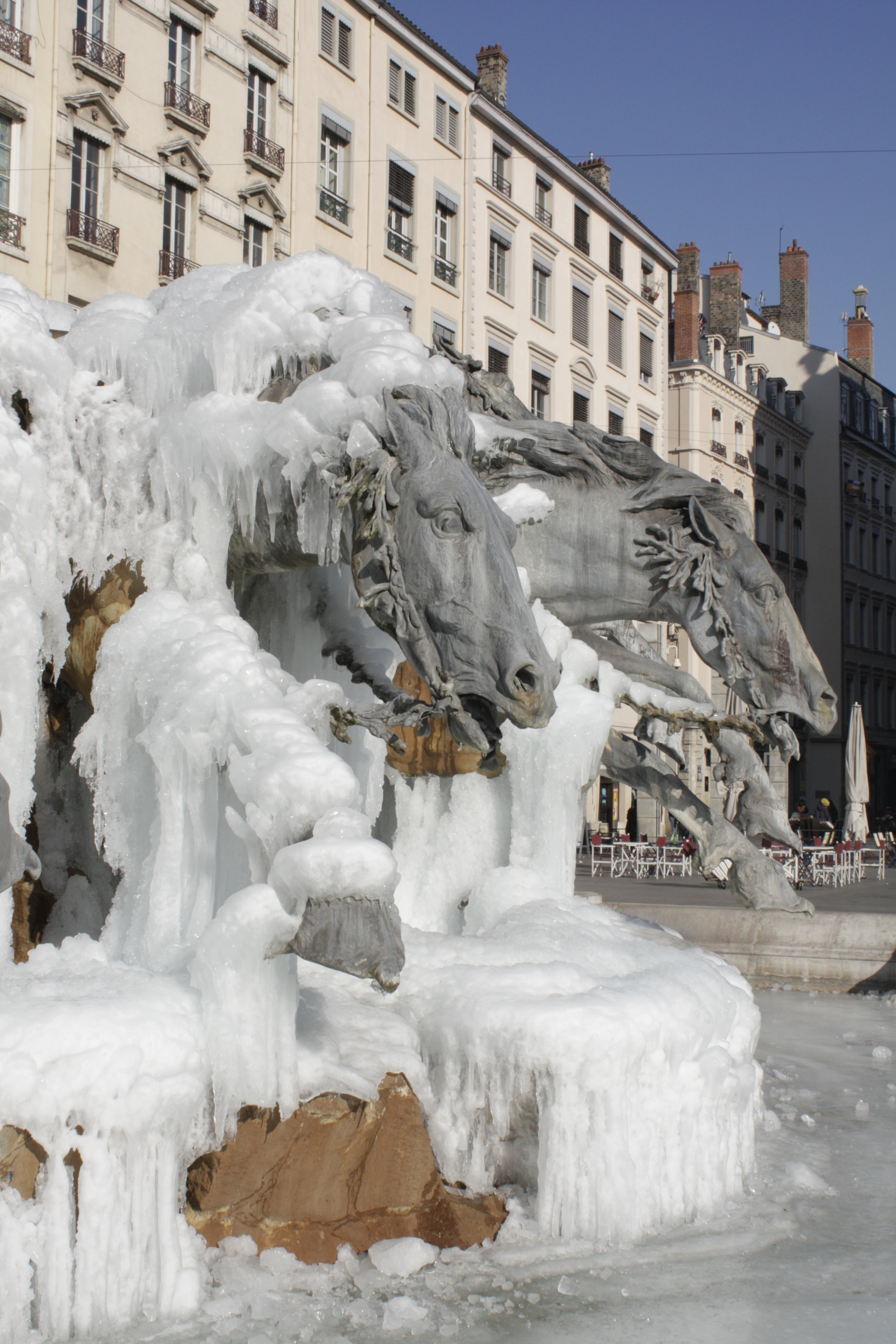
Fontaine prise par la glace en février 2012.
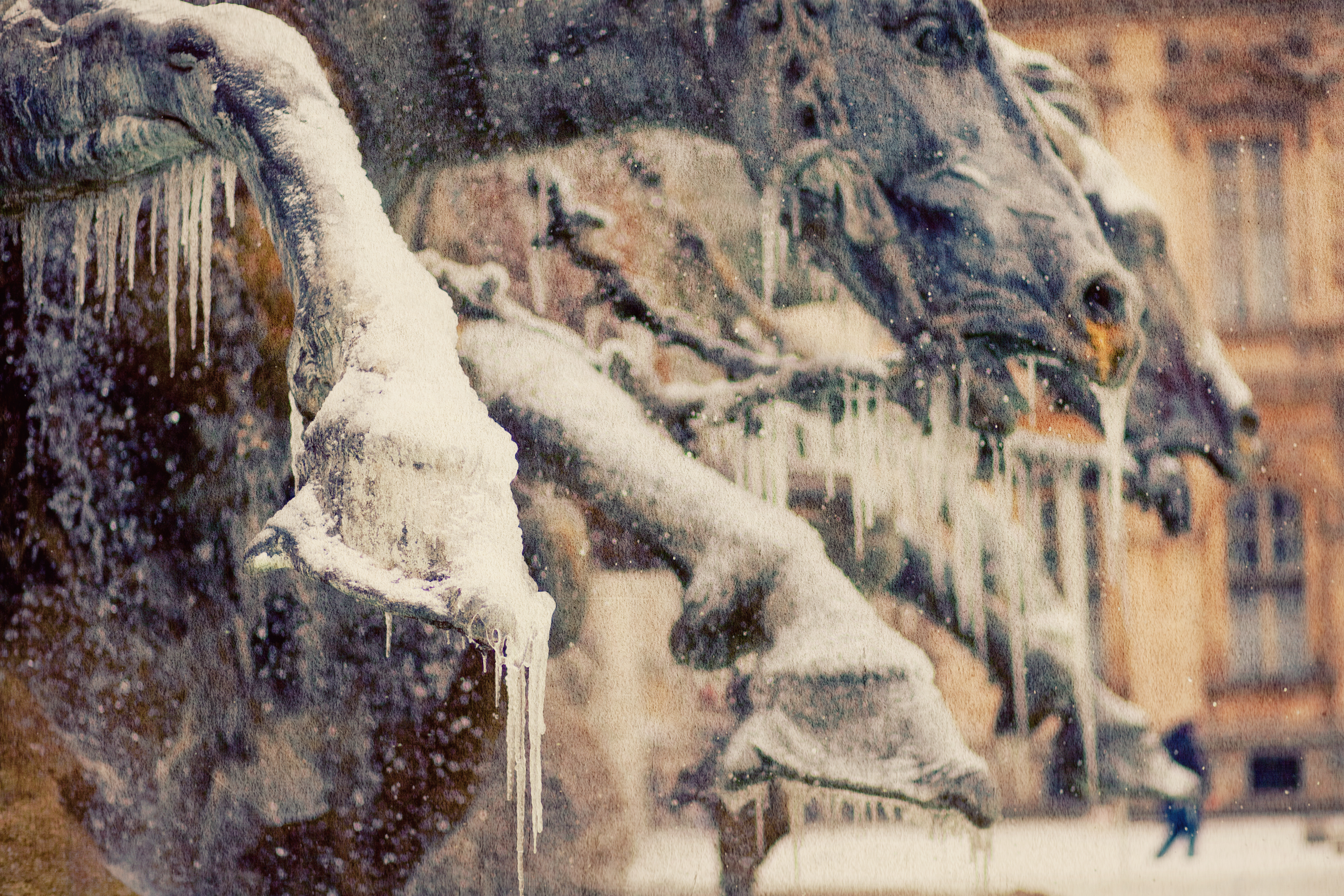
Lors de l'hiver 2009
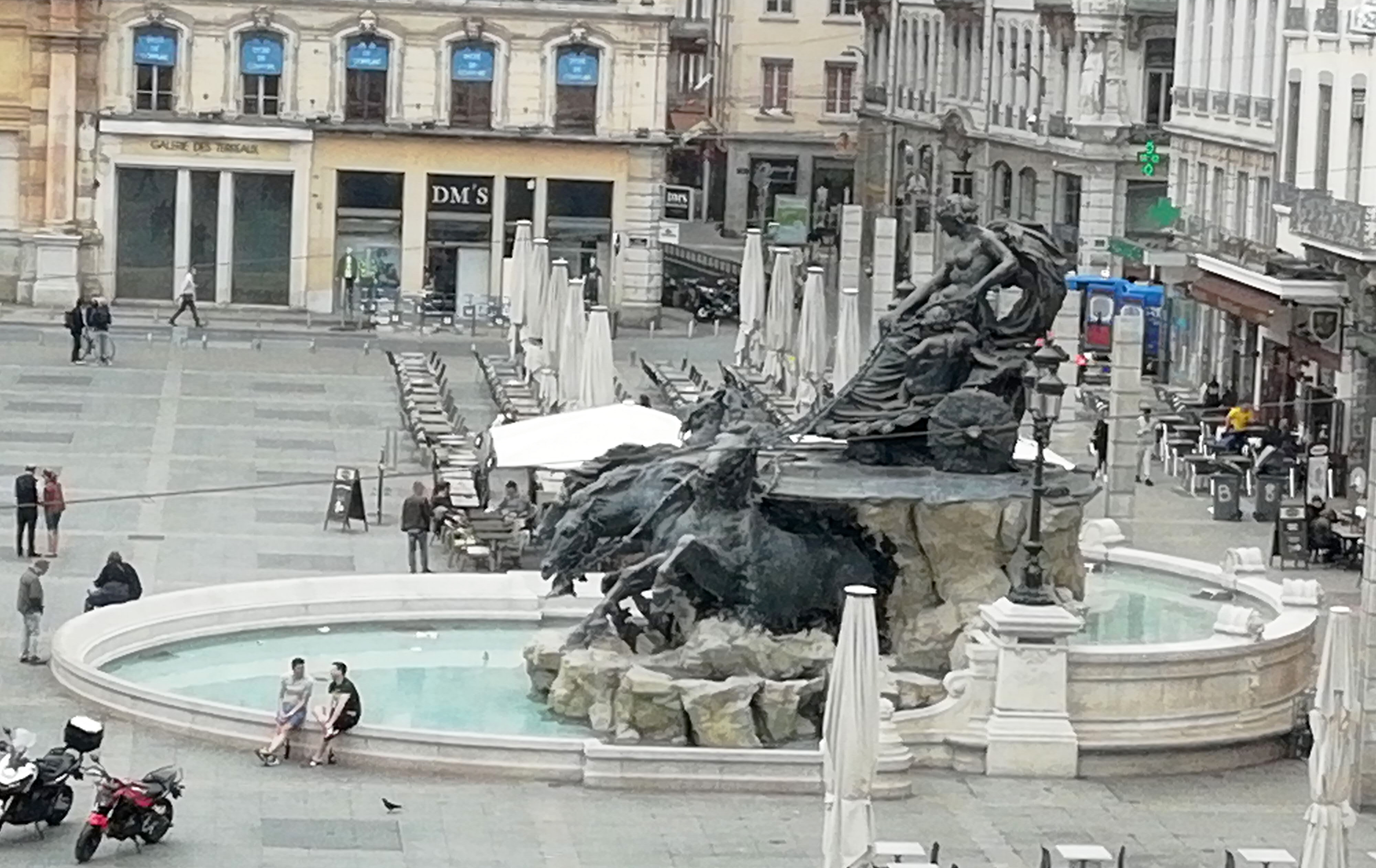
Fontaine en mai 2018 vue de l’Hôtel de ville.